# Polygala hybrida
Polygala hybrida är en jungfrulinsväxtart som beskrevs av Bruegg.. Polygala hybrida ingår i släktet jungfrulinssläktet, och familjen jungfrulinsväxter. Inga underarter finns listade i Catalogue of Life.